# Désirée Nick

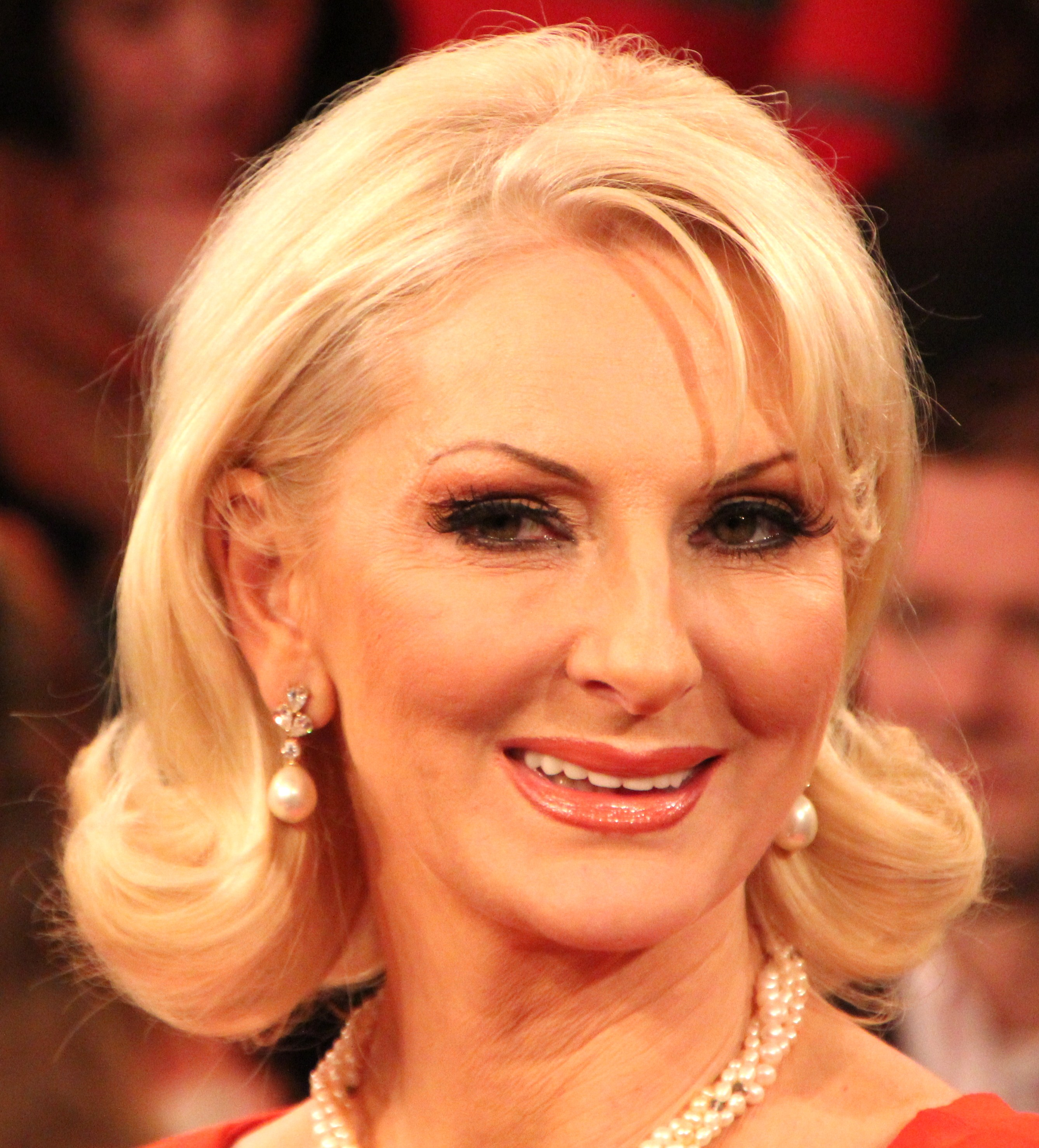
Désirée Nick (2011)

Désirée Gerda Saskia Pamela Amneris Aida Nick (* 30. September 1956 in West-Berlin) ist ausgebildete Balletttänzerin und Schauspielerin und heute vor allem als Unterhaltungskünstlerin, Schauspielerin, Autorin und Reality-TV-Teilnehmerin tätig.

## Biografie
Désirée Nick wurde als Tochter des Lebensmittelgroßhändlers Paul Nick und der Schauspielerin Ursula Rollwage in Berlin-Charlottenburg geboren und besuchte die Katholische Schule St. Franziskus in Berlin-Schöneberg. Zwischen 1965 und 1975 absolvierte Nick eine klassische Ballettausbildung an der Berliner Tanzakademie, wurde Mitglied im Ensemble der Deutschen Oper Berlin und später an der Bayerischen Staatsoper München. Außerdem war sie zwei Jahre Revuegirl im Pariser Lido. Von 1982 bis 1985 lebte sie in München, studierte im Fernstudium an der Theologisch-Pädagogischen Akademie Berlin katholische Theologie für das Lehramt und unterrichtete einige Jahre. Auf die Bühne kehrte sie als Schauspielerin in einer Aufführung von Arthur Schnitzlers Reigen zurück. Danach ging sie nach London und arbeitete als Innenausstatterin für die Firma Colefax & Fowler. Von 1984 bis 1987 absolvierte sie am Actors’ Institute in London eine Schauspielausbildung. Nach ihrer Rückkehr nach Berlin gelang es Nick, als provokante Kabarettkünstlerin Interesse zu wecken. 1993 begann sie die sich daraus entwickelnde Karriere mit einem ersten Soloprogramm. Ihre erste Filmrolle hatte sie in Neurosia (1995) von Rosa von Praunheim. Der Film wurde beim Locarno Film Festival (1995) mit dem FIPRESCI-Preis ausgezeichnet.

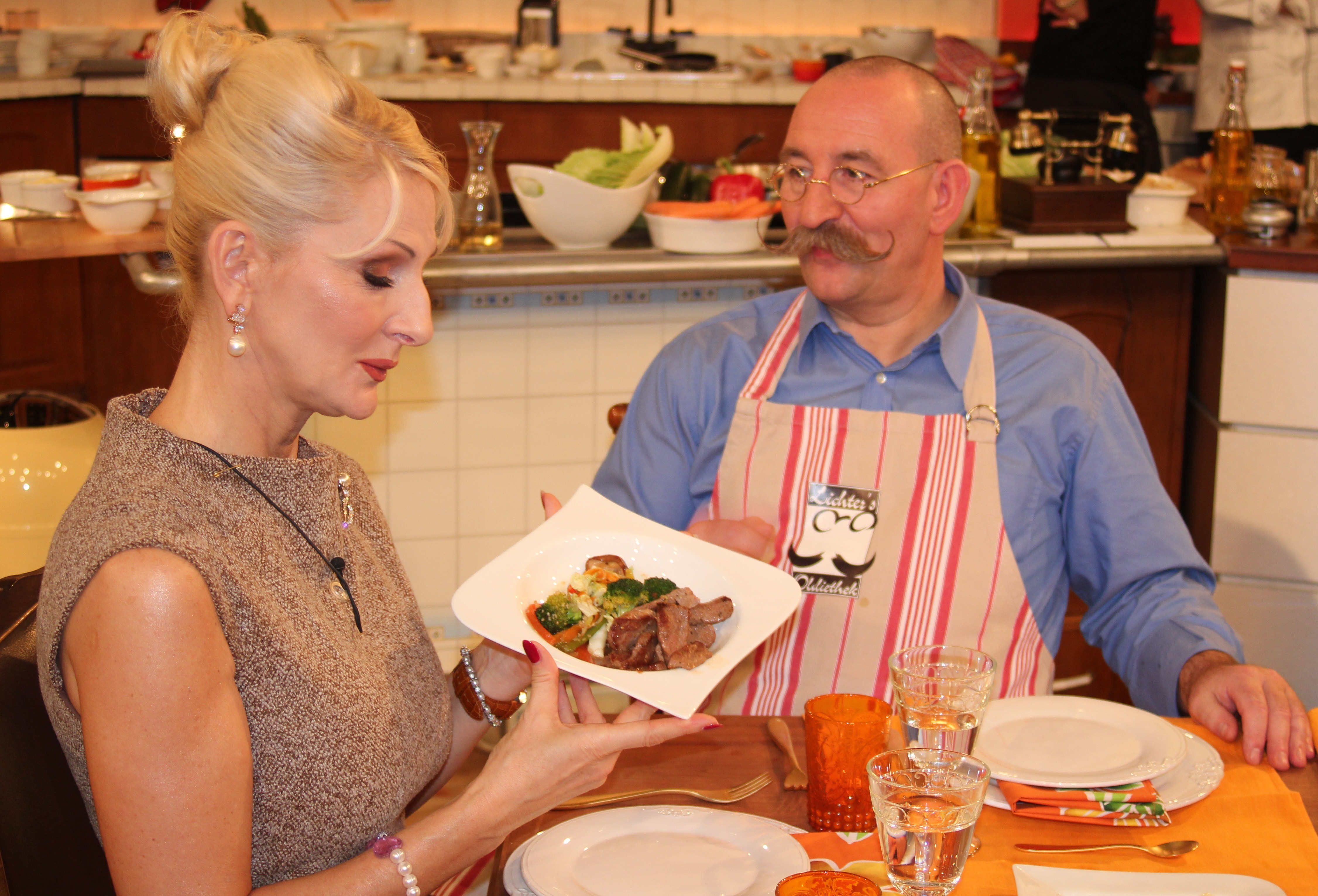
Désirée Nick in der am 20. November 2010 ausgestrahlten Sendung Lafer! Lichter! Lecker!

Im Mai 2000 veröffentlichte Nick ihre Biografie Bestseller einer Diva – Seit Jahren vergriffen. Anfang 2004 wurde sie von Anouschka Renzi verklagt, da sich diese in Nicks Bühnenshow („wandelndes Ersatzteillager“) verunglimpft fühlte. Der Prozess endete mit einem Vergleich. Durch Medienaktionen, in denen sie sich als schrille Diva darstellt, und durch ihre Schlagfertigkeit und spitze Zunge polarisierte Nick zwar, gewann aber auch eine große Fangemeinde. Ende 2004 nahm sie an der zweiten Staffel der RTL-Produktion Ich bin ein Star – Holt mich hier raus! teil, die sie am 6. November 2004 als sogenannte Dschungelkönigin durch Zuschauervotum gewann. Dank ihrer Teilnahme wurde Nick einem Millionenpublikum bekannt und schrieb danach drei Bestseller. Ihr Buch Eva go home! war die direkte Antwort auf Das Eva-Prinzip von Eva Herman und wurde in mehr als 300.000 Exemplaren verkauft.
Nick war 17 Jahre mit Heinrich Prinz von Hannover liiert. Ihr gemeinsamer Sohn Oscar (* 1996) erwarb im Jahr 2017 die britische Staatsangehörigkeit. Seitdem heißt er offiziell „Oscar Julius Heinrich Ferdinand Prinz von Hannover“.
2009 nahm sie an der Sat.1-Show Die Promi-Singles – Traumfrau sucht Mann teil, trennte sich jedoch von dem dort gefundenen vermeintlichen Lebenspartner kurz danach. Am 14. August 2015 zog sie als Kandidatin bei Promi Big Brother (3. Staffel) ein. Sie erreichte das Halbfinale und verließ die Sendereihe als Sechstplatzierte.
In der Emmerich-Kálmán-Operette Gräfin Mariza, inszeniert von Thomas Enzinger am Hessischen Staatstheater Wiesbaden, übernahm sie im Oktober 2019 die Rolle der kapriziösen Fürstin Božena Guddenstein zu Clumetz. Ebendort war sie zuvor auch mit dem Programm Mutter Corsage – Die letzte lebende Diseuse aufgetreten, einem Abend über Blandine Ebinger. Laut dem Wiesbadener Kurier „erklärt[e sie] sich selbst zur letzten Diva und inszeniert[e] sich als humoristische Allzweckwaffe.“
In Eric Dean Hordes’ Fantasyfilm Trolls World – Voll vertrollt! spielte Nick die Markgräfin Katharina von Baden. In Oskar Roehlers Biopic Enfant Terrible über Rainer Werner Fassbinder verkörperte sie Barbara Valentin.
Von 2020 bis 2023 moderierte Désirée Nick einen Podcast mit dem Titel Lose Luder.
In einem Podcast mit Danni Büchner beleidigte sie nach Auffassung des Landgerichts Hamburg die Bauer-sucht-Frau-Teilnehmerin Iris Abel und musste diese im Jahr 2023 mit 10.000 Euro entschädigen.
Von September bis Dezember 2023 moderierte sie 12 Folgen eines Podcasts namens Golden Gossip Girl.

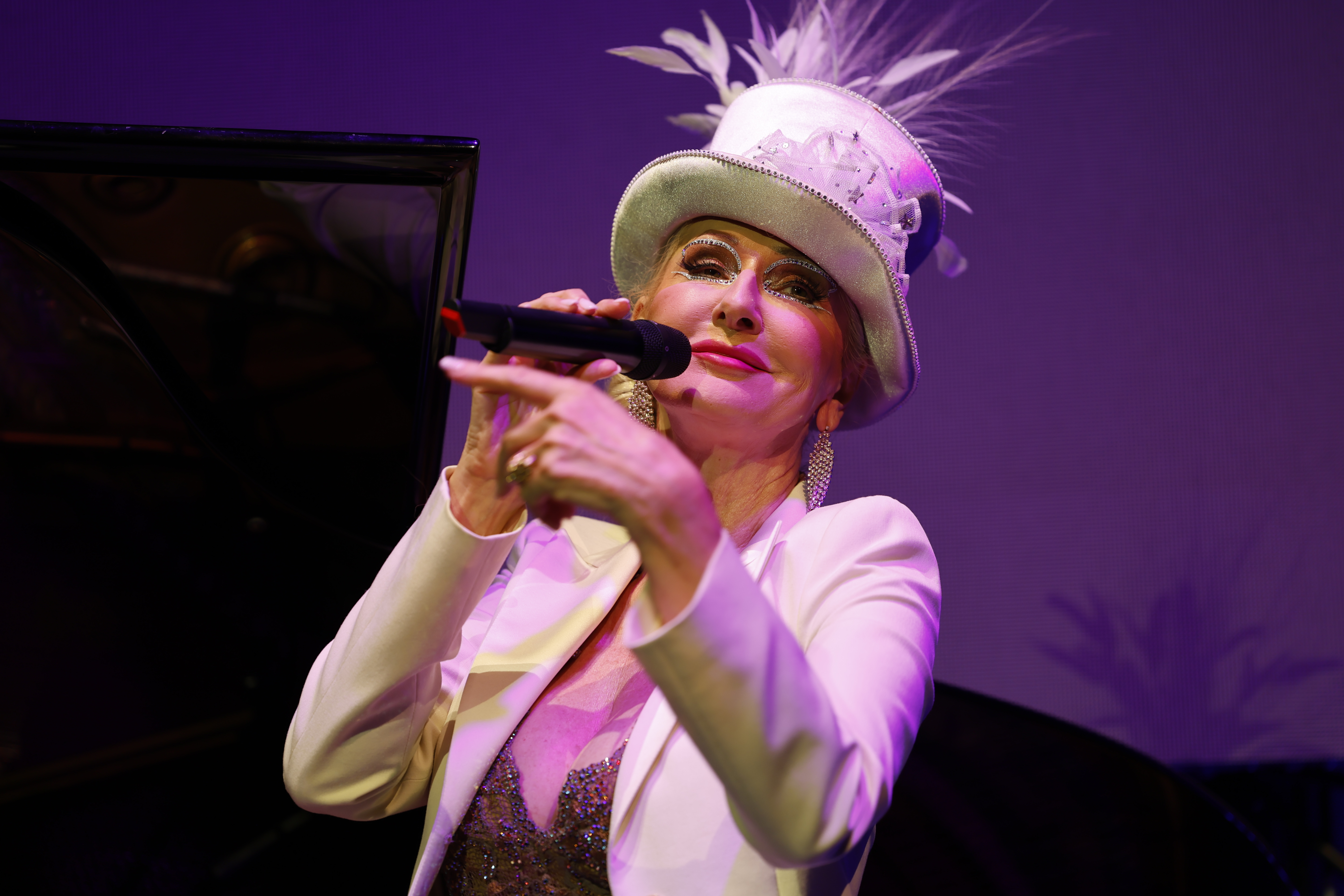
Désirée Nick im Wintergarten Varieté in Berlin (2023)

Im selben Jahr erschien Nick auf der Titelseite des Playboy und ist somit das bisher älteste deutsche Model des Erotikmagazins.
Im Juni 2025 werden sechs Folgen der TV-Serie Dahoam is Dahoam mit Désirée Nick im Bayerischen Rundfunk ausgestrahlt.
Nick lebt im alten Jagdhaus (1890) der Hohenzollern-Könige in Falkensee bei Berlin.

## Tanzkarriere
- 1976–1980: Deutsche Oper Berlin
- 1980–1982: Bayerische Staatsoper München
- 1982–1984: Lido de Paris (Varieté)

## Bühnenprogramme
- 1993: Eine Frau wird erst schön durch die Liebe
- 1994: Hollywud, ick komme
- 1994: Bratenshow – Der schnelle Abend in der Bahnhofsmission (Gaststar der Teufelsberg Produktion)
- 1996: Was bleibt, ist die Schande
- 1997: Bestseller einer Diva – die Show zum Buch
- 1998: VollklimaKtisiert
- 1999: Alles Libris – literarischer Salon
- 2000–2001: Hängetitten Deluxe – ein Abend für die ganze Familie
- 2001: Das Schlimmste: ein Singspiel in fünf Aufzügen
- 2004: The Joy of Aging – and how to avoid it
- 2005: Désirée – Superstar. Sturzgeburt einer Legende
- 2009: Ein Mädchen aus dem Volk - Die Show zum silbernen Bühnenjubiläum
- 2011: Stand-up for Christmas
- 2014: Retro-Muschi
- 2015: I feel better with Lametta
- 2017: Die letzte lebende Diseuse – Blandine reloaded
- 2023: The Forbidden Material

## Theater
- 1987: Reigen Theatertreffen der Freien Volksbühne
- 1988–1990: Tartuffe, Dantons Tod, Der zerbrochene Krug Westdeutsches Tourneetheater
- 1990: Hokus Pokus von Curt Goetz: Deutschlandtournee
- 1991: Ein Bett voller Gäste von Dave Freeman (Regie: Heinz Drache): Komödie Düsseldorf
- 1992: Othello darf nicht platzen von Ken Ludwig: Komödie Düsseldorf
- 1993: Zilles Hurengespräche Zosch, Berlin
- 1993: Granny and Clyde Hansa Theater, Berlin
- 1998: Oscar-Nacht Kammerspiele, Hamburg
- 1999: Ladies Night von Stephen Sinclair und Anthony McCarten (Regie: Ilja Richter): Hans-Otto-Theater, Potsdam
- 2001: Vagina Monologe von Eve Ensler (Regie: Adriana Altaras): Arena, Berlin
- 2002: Nichts schöneres von Oliver Bukowski (Regie: Bernd Mottl): Renaissance-Theater, Berlin
- 2003–2004: Damen der Gesellschaft von Clare Boothe Luce (Regie: Adriana Altaras): Maxim-Gorki Theater, Berlin
- 2004–2005: Telefavela von René Pollesch (Regie: René Pollesch): Volksbühne Berlin[23]
- 2006–2007: Am Ziel von Thomas Bernhard (Regie: Gisbert Jäkel): Hans-Otto-Theater, Potsdam
- 2009: Odyssee nach Homer dramatisiert von Herbert Schäfer (Regie: Torsten Fischer): Bad Hersfelder Festspiele
- 2008–2011: Souvenir von Stephen Temperley (Regie: Torsten Fischer): Renaissance-Theater, Berlin - Theater in der Josefstadt, Wien - St. Pauli Theater, Hamburg - Theater an der Kö, Düsseldorf
- 2012: Liebe, Leid & alle meine Kleider von Nora & Delia Ephron (Regie: René Heinersdorff): Theater an der Kö, Düsseldorf
- 2013: Ein Mann fürs Grobe von Eric Assous (Regie: Frank Lorenz Engel): Schlosspark-Theater, Berlin
- 2013: Souvenir von Stephen Temperley: Komödie im Bayerischen Hof
- 2014: Jumpy von April de Angelis (Regie: Torsten Fischer): Ernst Deutsch Theater, Hamburg
- 2014: Der Lügenbaron von Eric Assous (Regie: Thomas Schendel): Schlosspark-Theater, Berlin
- 2015: Im weißen Rössl von Erik Charell und Ralph Benatzky (Regie: Sebastian Kreyer): Theater Bremen
- 2015: Die Zirkusprinzessin von Emmerich Kálmán (Regie: Barrie Kosky): Komische Oper Berlin, Philharmonie Köln
- 2016–2017: Bette & Joan von Anton Burge (Regie: Folke Braband): Ernst Deutsch Theater, Hamburg[24][25] - Theater am Kurfürstendamm, Berlin
- 2019: Gräfin Mariza von Emmerich Kálmán (Regie: Thomas Enzinger): Hessisches Staatstheater, Wiesbaden
- 2024: Bette & Joan von Anton Burge (Regie: Sebastian Kreyer): Landesbühne Rheinland-Pfalz, Schlosstheater Neuwied
- 2024: Bette & Joan von Anton Burge (Regie: Sebastian Kreyer): Theater an der Kö, Düsseldorf
- 2024: Bette & Joan von Anton Burge (Regie: Sebastian Kreyer): Komödie im Bayerischen Hof, München
- 2024: Bette & Joan von Anton Burge (Regie: Sebastian Kreyer): Contrakreis Theater, Bonn
- 2025: Spiel gewinnt von Karsten Laske (Regie: Gerd Lukas Storzer): Komödie Winterhuder Fährhaus, Hamburg

## Filmografie

### Film und Fernsehen
- 1995: Neurosia
- 1997: Mama ist unmöglich (Fernsehserie, Folge Mama geht über Leichen)
- 1999: Aimée & Jaguar (Kinofilm)
- 1999: Alles Bob! (Kinofilm)
- 1999: SK Kölsch (Fernsehserie, Folge Ohne Rücksicht auf Verluste)
- 2000: Fisimatenten (Kinofilm)
- 2000: Schrott – Die Atzenposse (Kinofilm)
- 2001: Ausziehn! (Kinofilm)
- 2003: Mutti – Der Film (Kinofilm)
- 2004: Einmal Bulle, immer Bulle (Fernsehserie, Folge ...wie auch in schlechten Tagen)
- 2008: Türkisch für Anfänger (Fernsehserie, Folge Die, in der die Toten auferstehen)
- 2008: SOKO München (Fernsehserie, verschiedene Rollen, 2 Folgen)
- 2010: Anna und die Liebe (Fernsehserie, 2 Folgen)
- 2011: Lauras Stern und die Traummonster (Stimme für Tentakel)
- 2012: Dora Heldt – Kein Wort zu Papa (Fernsehreihe)
- 2013: Notruf Hafenkante (Fernsehserie, Folge Beinhart)
- 2015: Schmidts Katze (Kinofilm)
- 2019: Trolls World – Voll vertrollt! (Kinofilm)
- 2020: Krause kommt (Doku-Reihe)
- 2020: Enfant Terrible
- 2022: OSTRAVAGANZA – Die geheime Avantgarde der DDR Stars (Kinofilm)
- 2025: SOKO Potsdam (Fernsehserie, Folge Bodyguard)
- 2025: Keine Scheidung ohne Leiche (Fernsehfilm)
- 2025: In aller Freundschaft – Die jungen Ärzte (Fernsehserie, Folge (K)ein Morgen)
- 2025: Dahoam is Dahoam (Fernsehserie 6 Folgen)

### Moderation und Shows
- 2004: Ich bin ein Star – Holt mich hier raus! (Teilnehmerin, Gewinnerin)
- 2009: Die Promi-Singles – Traumfrau sucht Mann
- 2010: Inas Nacht (Gast)
- 2012: Lafer! Lichter! Lecker! (Gast)
- 2013: Der VIP-Bus – Promis auf Pauschalreise (Teilnehmerin)
- 2015: Der Klügere kippt nach (Gast)
- 2015: Promi Big Brother (Teilnehmerin)
- 2015–2016: Promi Big Brother – Die Late Night Show (3 Auftritte)
- 2016: Promi Big Brother (Co-Moderation)
- 2016: Promi Shopping Queen (Teilnehmerin)
- 2016: Das große Promibacken – Weihnachtsspezial (Teilnehmerin)
- 2017: Schulz & Böhmermann (Gast)
- 2017: The Taste – Promis am Löffel (Teilnehmerin)
- 2019: Mord mit Ansage – Die Krimi-Impro Show (Gast)
- 2019: Dancing on Ice (Teilnehmerin)
- 2019: Stars im Spiegel – Sag mir, wie ich bin
- 2020: Promis unter Palmen (Teilnehmerin)
- 2020: Buchstaben Battle (Teilnehmerin)
- 2021: Ich bin ein Star – Die große Dschungelshow (Gast)
- 2021: Prominent und obdachlos (Teilnehmerin)
- 2021: Promis unter Palmen – Die Late Night Show (Gast)
- 2022: Promis backen privat
- 2022: Unvergessen: Die Geheimnisse hinter den kultigsten RTL-Momenten
- 2023: Lip Sync Stories (joyn)

### Podcasts
- 2020–2023: Lose Luder (Moderatorin)
- 2020: Talk-O-Mat (Gast)
- 2020: GAG-Der Podcast (Gast)
- 2021: Der Schöneberg Podcast (Gast)
- 2021: HÖRMA! (Gast)
- 2021: Road to Glory (Gast)
- 2021: Natürlich Kohlensäure! (Gast)
- 2022: Zuckerwatte: Der Teufel trägt Prada[26] (Gast)
- 2023: Golden Gossip Girl (Moderatorin)

### Musikvideos
- 2022: Twenty4Tim - Bling Bling[27] (Rolle: Schuldirektorin)

## Synchronisationen
- South Park (South Park, Synchronsprecherin von Direktorin Victoria, Staffel 1–7)
- Lauras Stern und die Traummonster (Lauras Stern und die Traummonster, Synchronsprecherin von Tentakel)

## Bibliografie
- 1997: (mit Volker Ludewig): Bestseller einer Diva: Seit Jahren vergriffen. Droemer Knaur, München. ISBN 3-426-60665-8.
- 2005: Gibt es ein Leben nach vierzig? Eine Anleitung zum Entfalten in Theorie und Praxis. Gustav Lübbe Verlag, Bergisch Gladbach. ISBN 3-7857-2204-4.
- 2006: Was unsere Mütter uns verschwiegen haben. Der Heimtrainer für Frauen in Nöten. Krüger Verlag, Frankfurt a. M. ISBN 3-8105-1325-3.
- 2007: Eva go home! Eine Streitschrift. S. Fischer, Frankfurt a. M. ISBN 978-3-596-17669-4.
- 2008: Liebling, ich komm später: Das große Buch vom Seitensprung. Krüger, Frankfurt a. M. ISBN 978-3-8105-1326-7.
- 2011: Gibt es ein Leben nach fünfzig? Mein Beitrag zum Klimawandel. Marion von Schröder, ISBN 978-3-547-71176-9.
- 2012: Fürstliche Leibspeisen. Gerichte mit Geschichte. Lingen Verlag, ISBN 978-3-941118-92-8.
- 2014: Neues von der Arschterrasse. Marion von Schröder, ISBN 978-3-547-71198-1.
- 2016: Säger und Rammler und andere Begegnungen mit der Männerwelt. Heyne Verlag, ISBN 978-3-453-20105-7.
- 2018: Nein ist das neue Ja. Eden Books, ISBN 978-3-95910-183-7.
- 2020: Der Lack bleibt dran! Gräfe und Unzer, ISBN 978-3-8338-7284-6.
- 2021: Verboten gut! Schokolade. Knaur Verlag, ISBN 978-3-426-79138-7.
- 2023: Alte weiße Frau Penguin Random House, ISBN 978-3-328-11039-2.
- 2024: Bockwurst & Champagner - Zu Gast bei Désirée Nick Edition Lempertz, ISBN 978-3-96058-499-5.

## Hörbücher
- 2011: Gibt es ein Leben nach fünfzig?: Mein Beitrag zum Klimawandel (Autorenlesung), Hörbuch Hamburg, ISBN 978-3-86909-074-0